# Wales Seniors Open
Het  Wales Seniors Open is een golftoernooi van de Europese Senior Tour.
Toen de Senior Tour werd opgericht verscheen een Senior Classic in Wales op de agenda. Winnaar van de eerste vier edities was Neil Coles. De Senior Classic is in 2001 vervangen door het Senior(s) Open. De eerste editie daarvan werd gewonnen door Denis Durnian.
John Bland won het toernooi op de leeftijd van 64 jaar en 271 dagen.

## Winnaars

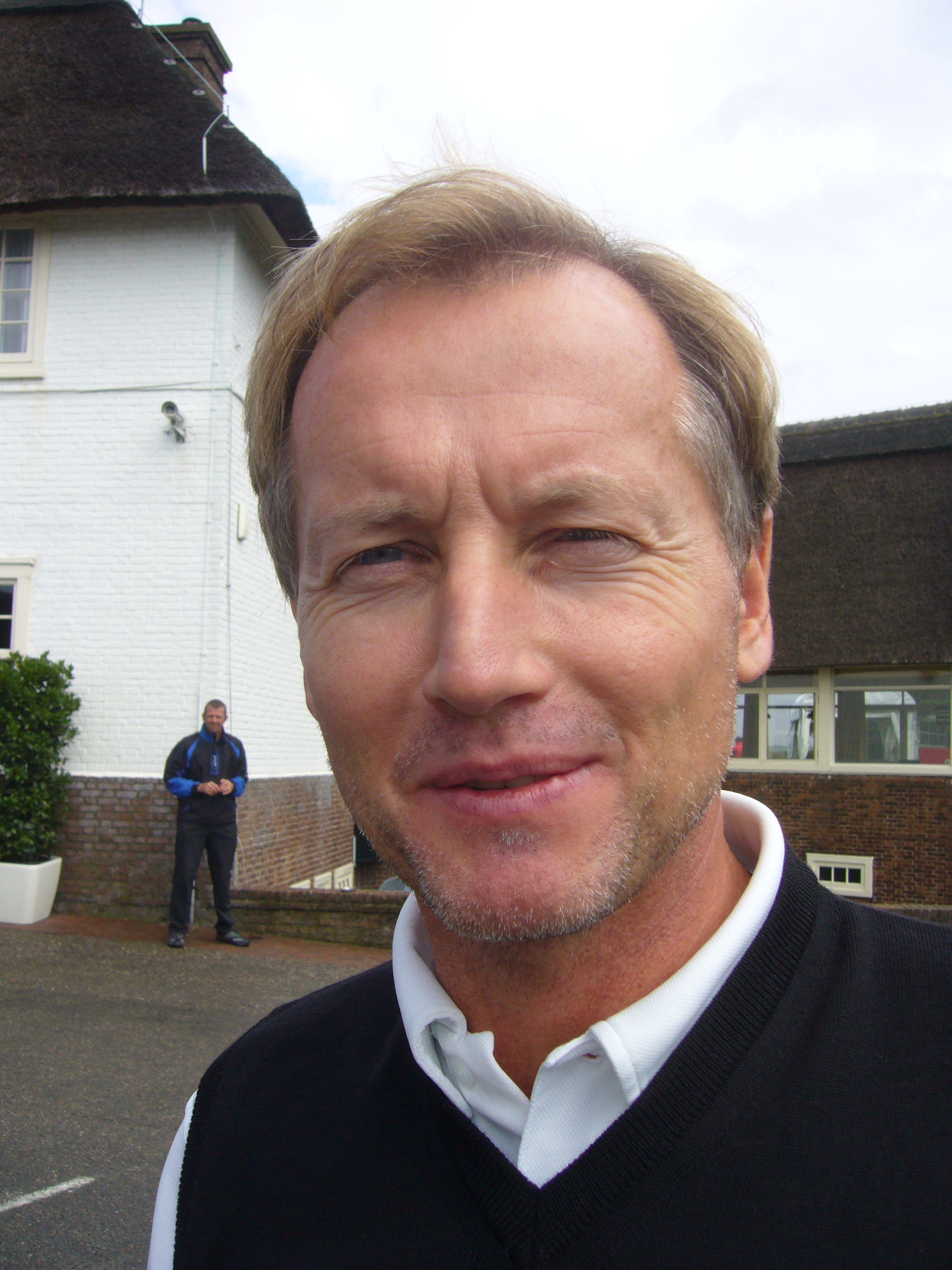
Philip Golding, winnaar 2013

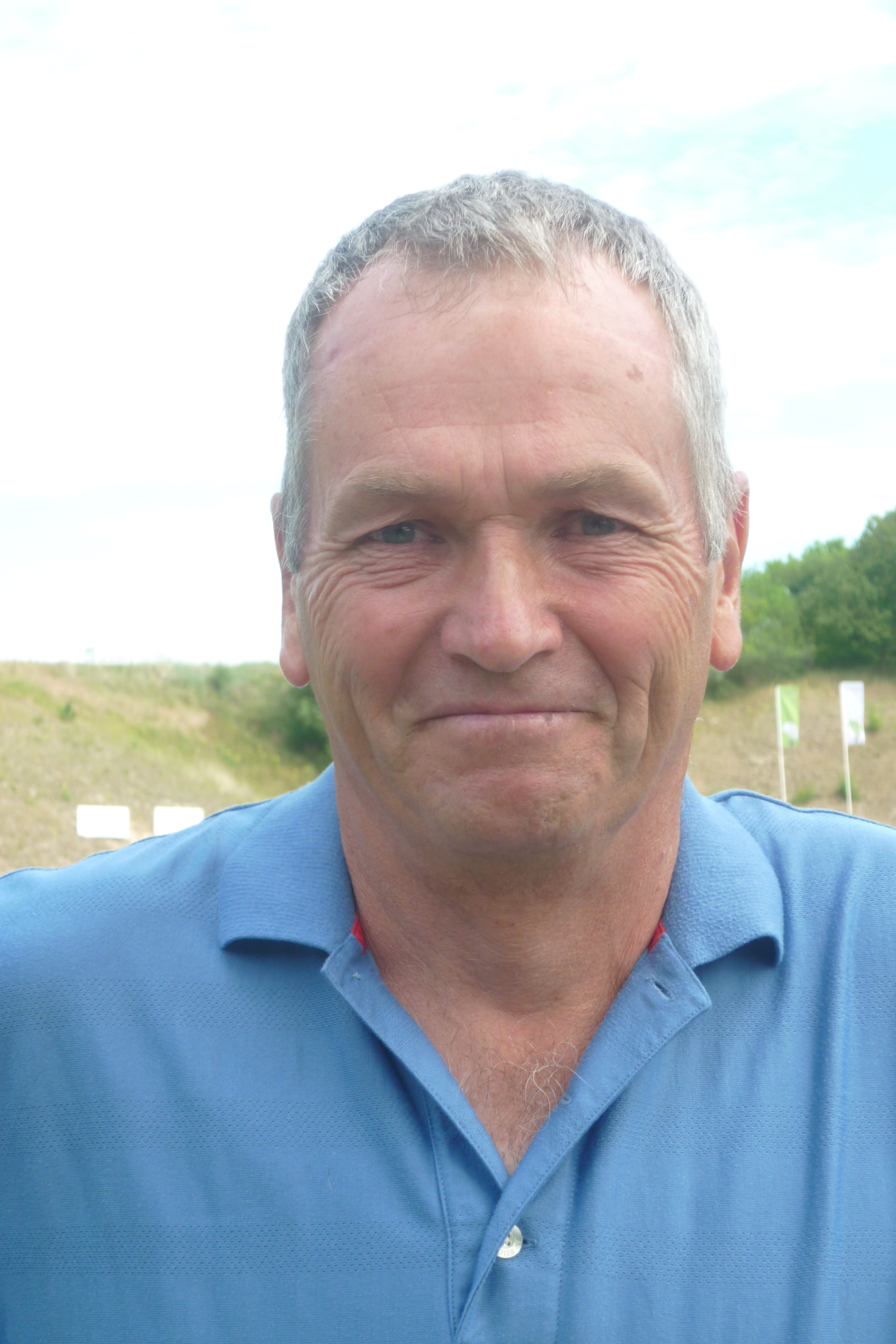
Denis Durnian winnaar 2001
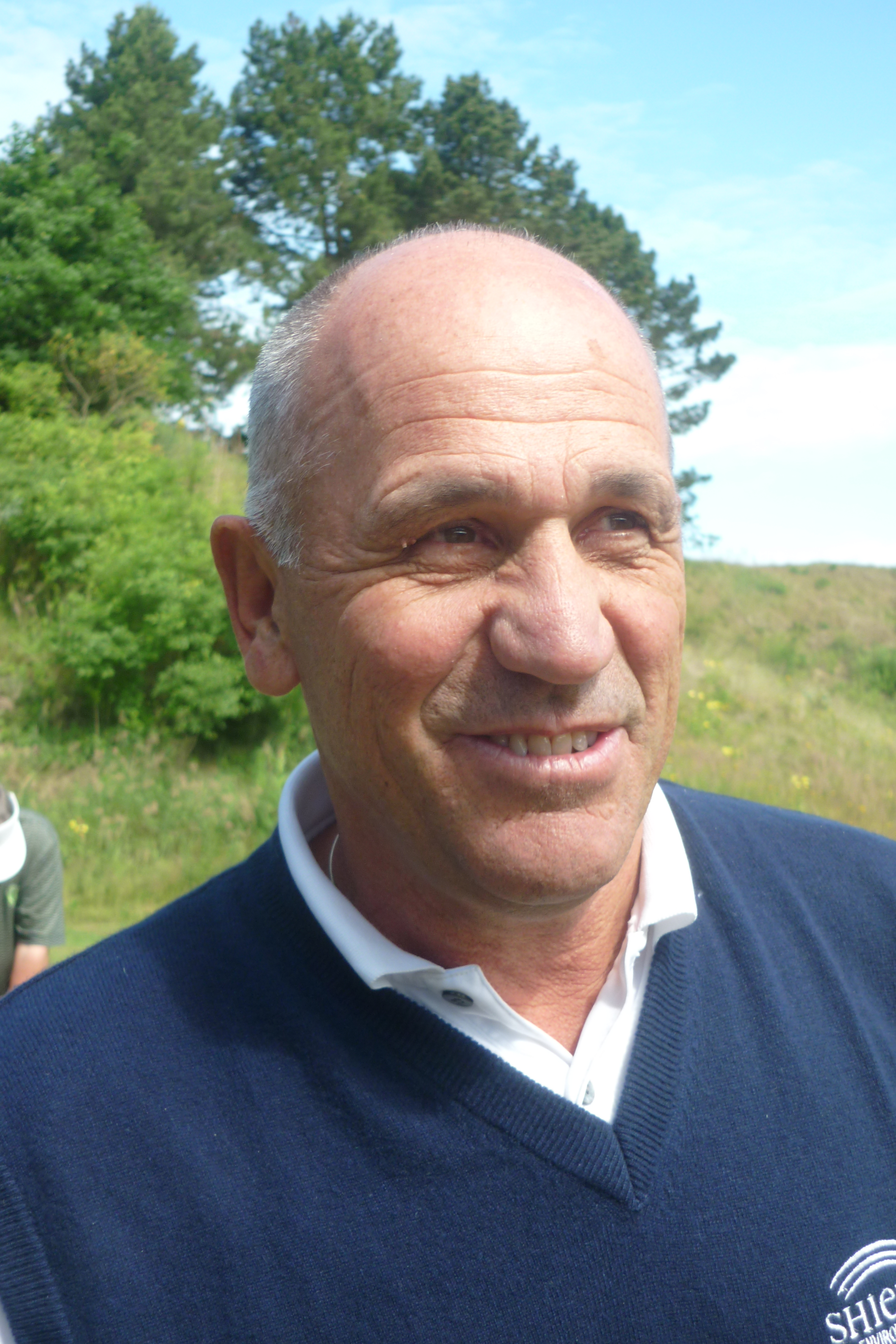
Billy Longmuir winnaar 2003
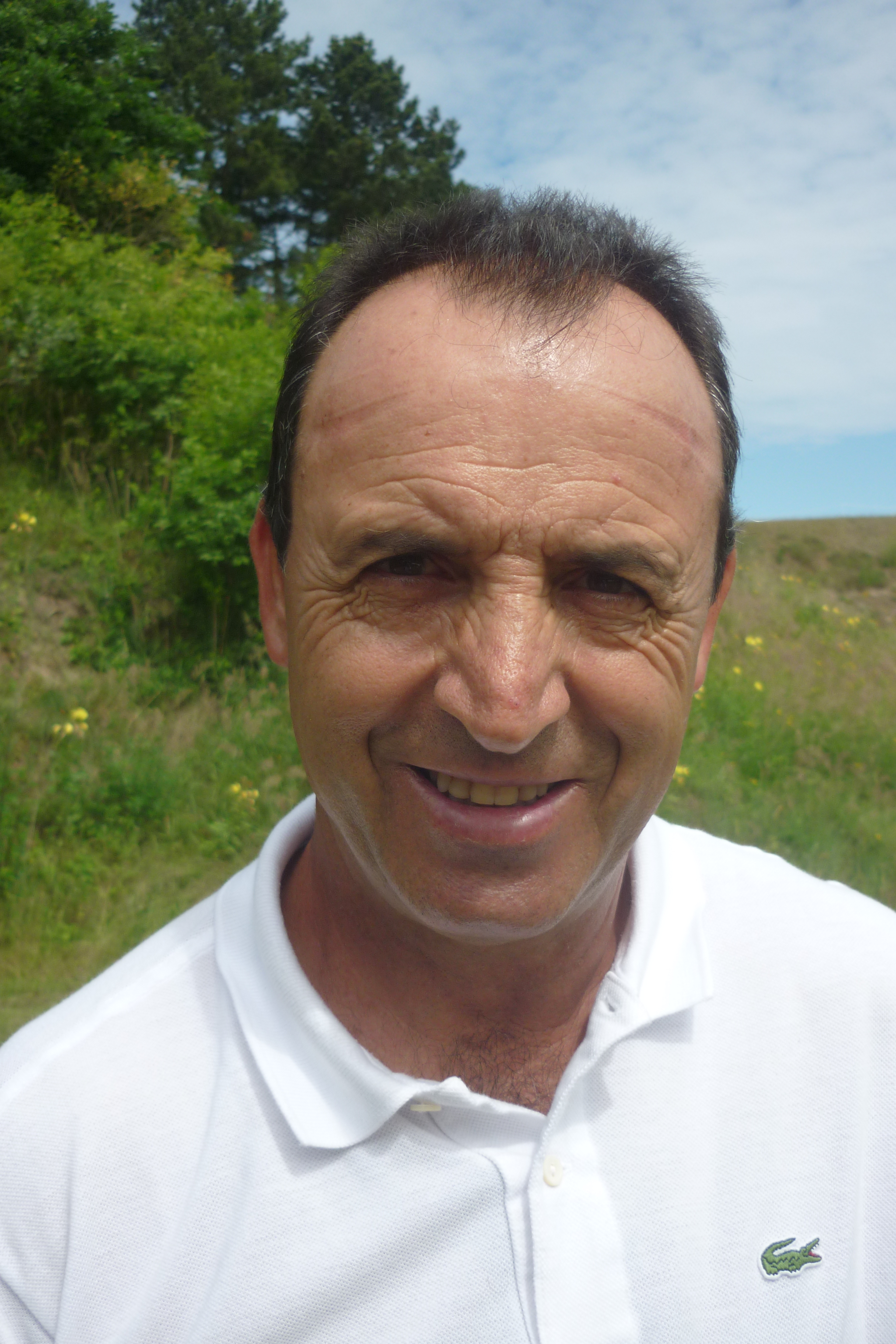
José Rivero winnaar 2006
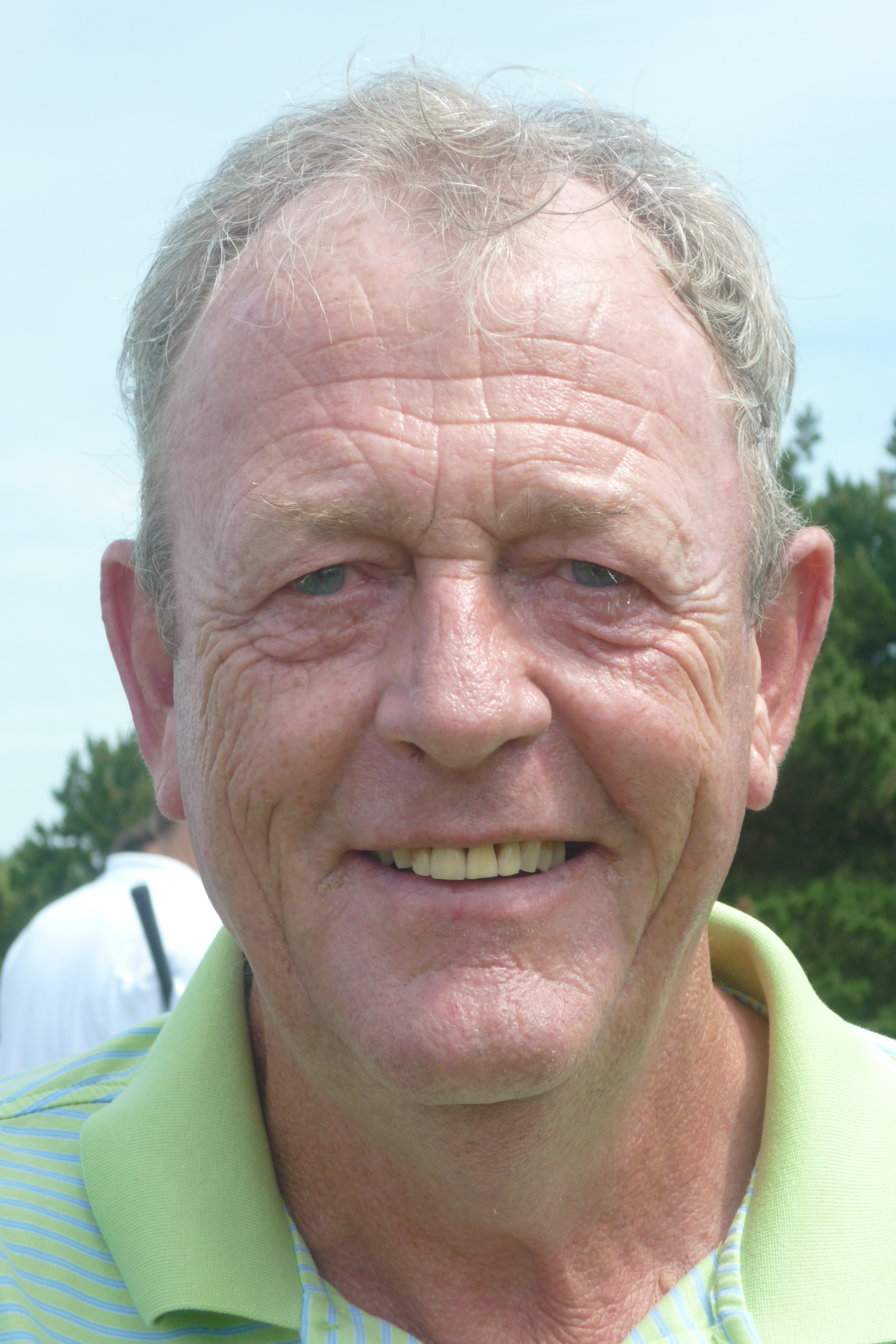
Carl Mason winnaar 2005, 2007
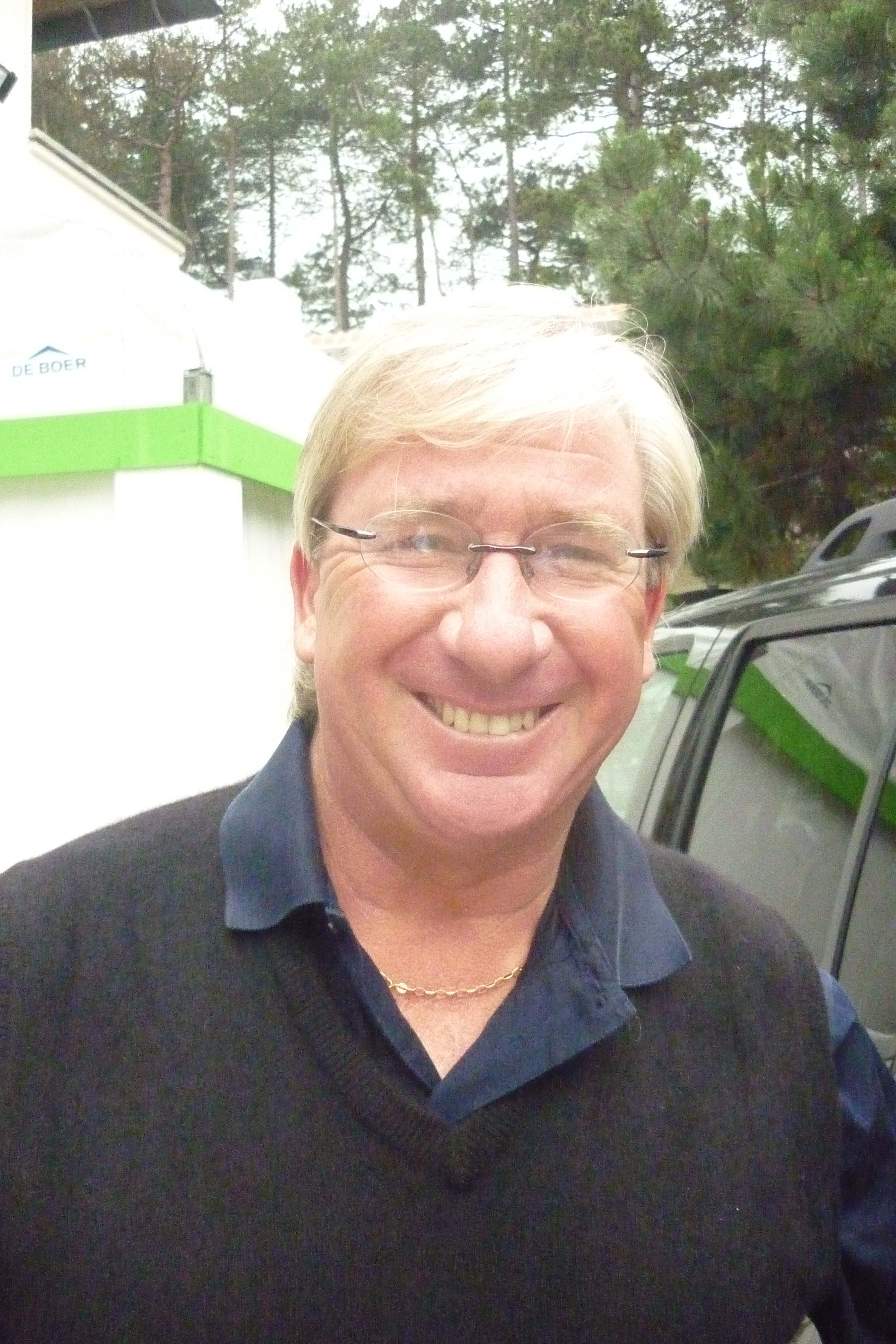
Peter Mitchell winnaar 2008
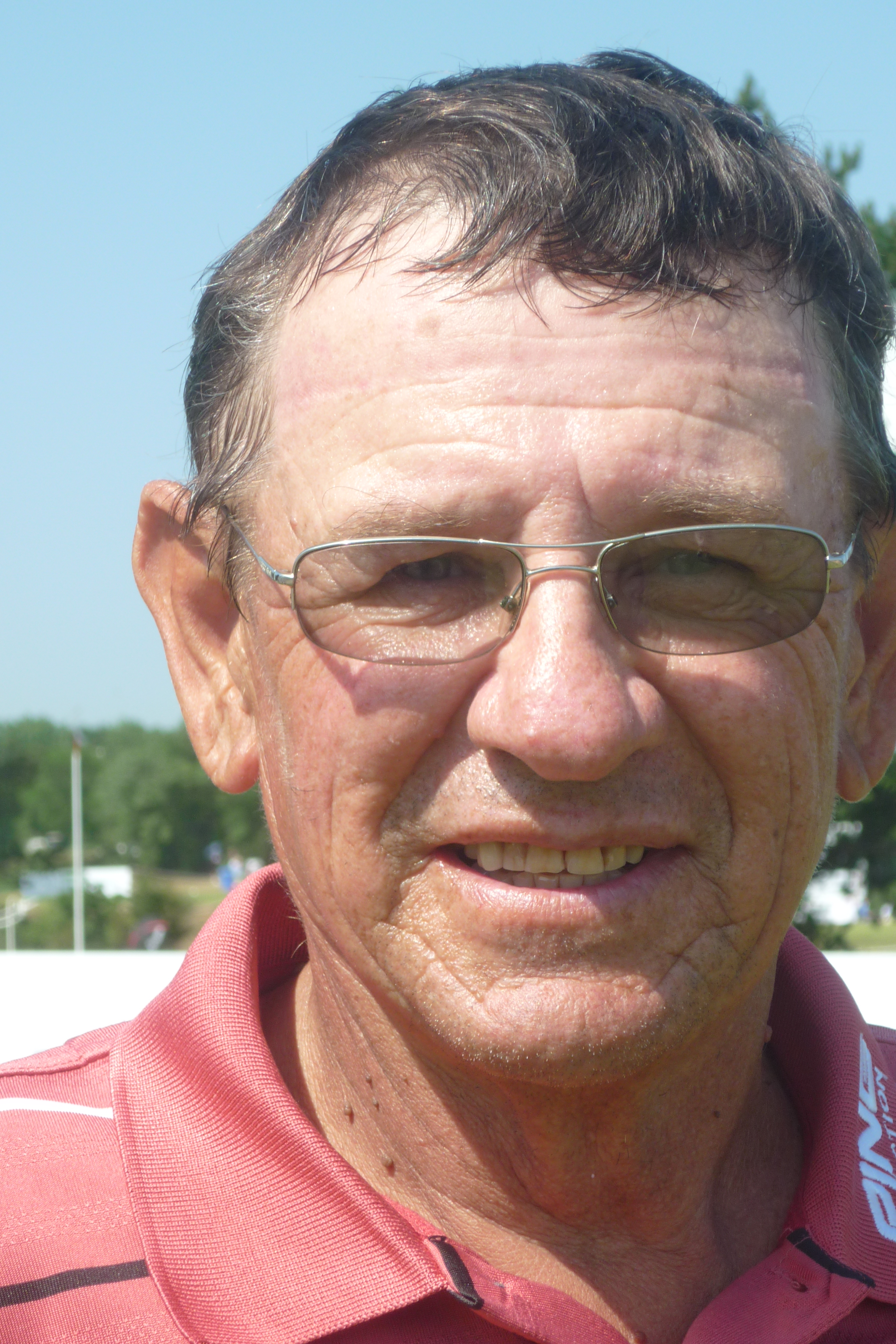
Bertus Smit winnaar 2009
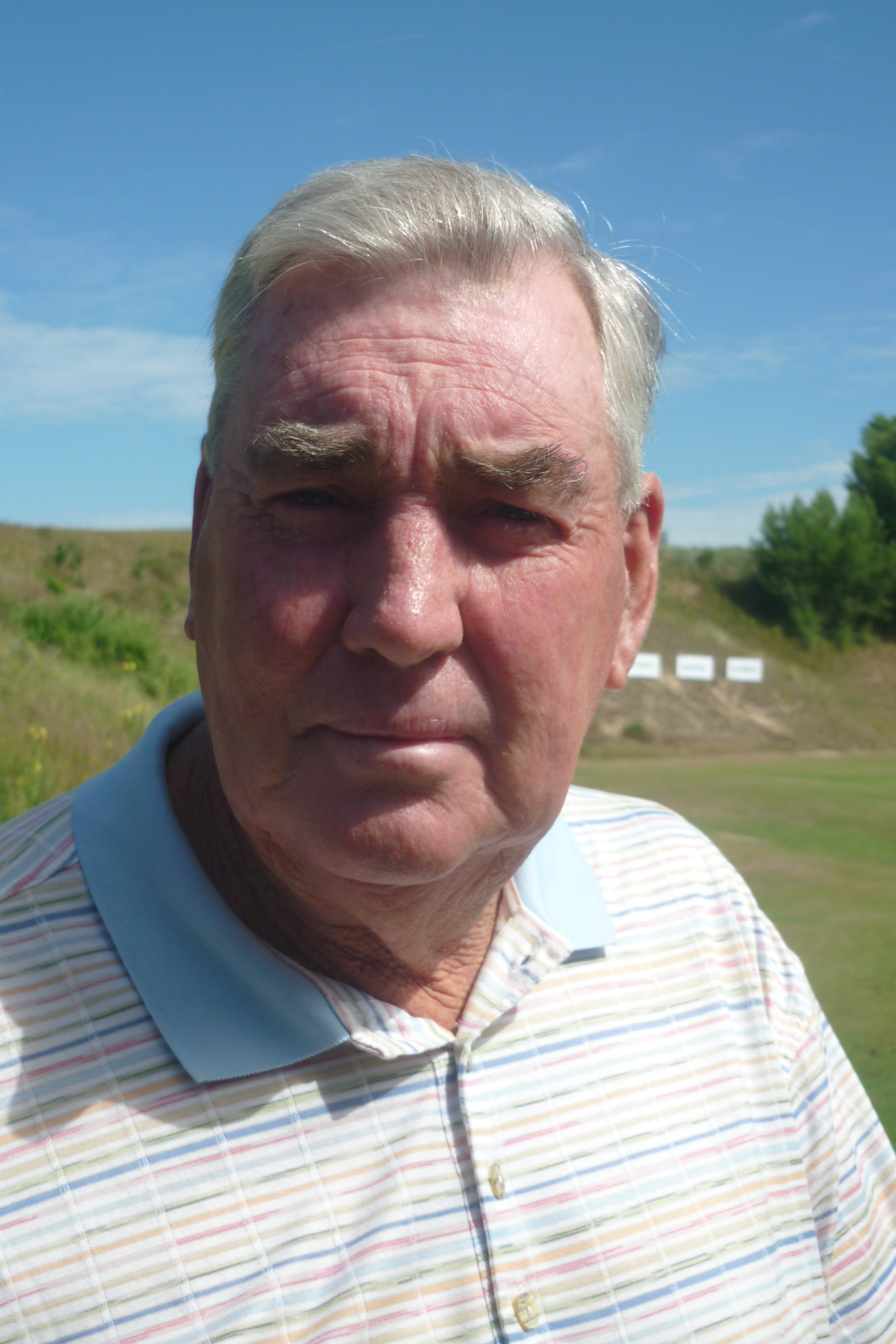
John Bland winnaar 2010
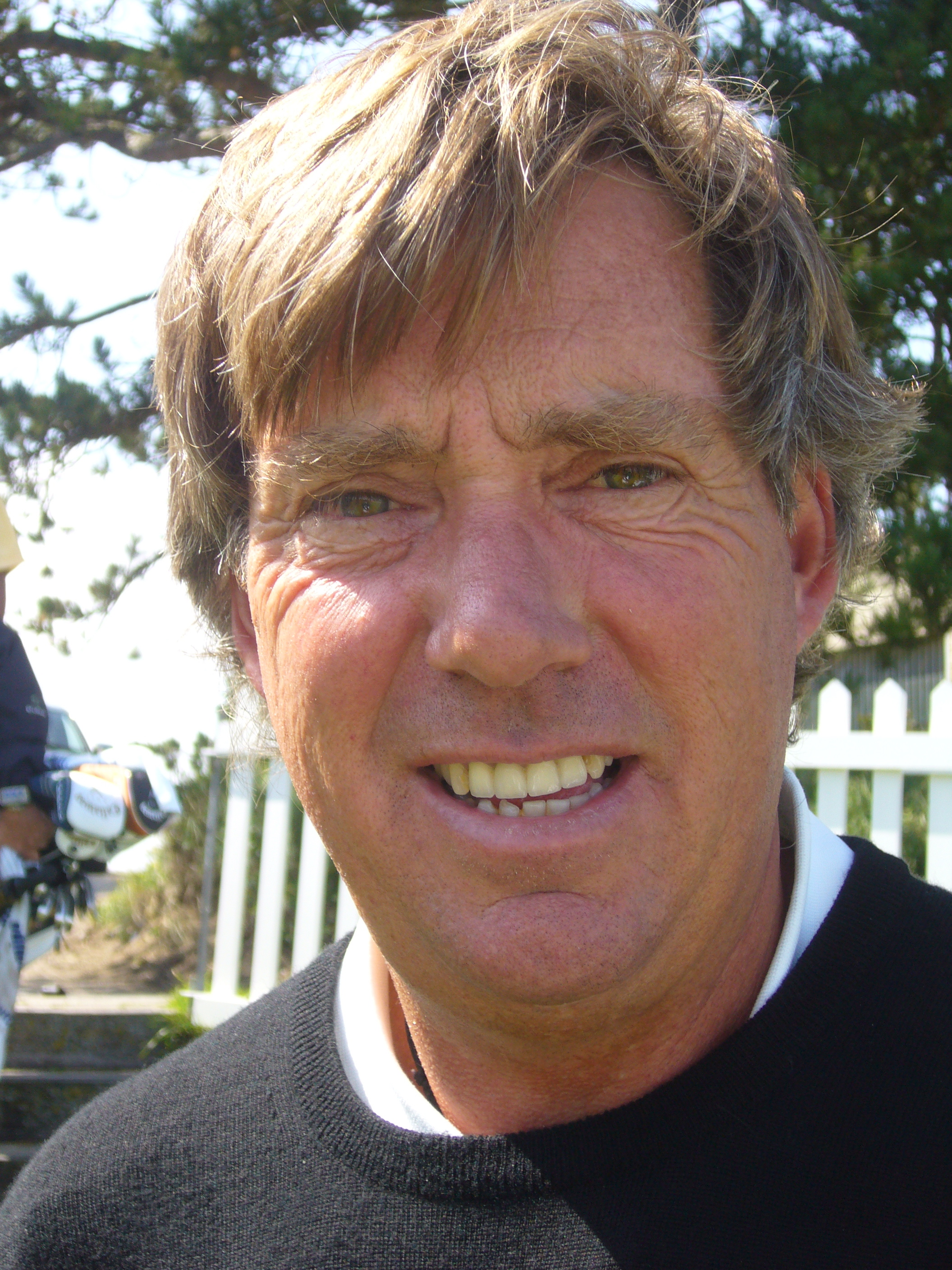
Barry Lane winnaar 2012

| Jaar                              | Baan                              | Winnaar                           | Score                             | Score                             |
| Collingtree Homes Seniors Classic | Collingtree Homes Seniors Classic | Collingtree Homes Seniors Classic | Collingtree Homes Seniors Classic | Collingtree Homes Seniors Classic |
| --------------------------------- | --------------------------------- | --------------------------------- | --------------------------------- | --------------------------------- |
| 1992                              | Collingtree Park                  | Neil Coles                        | 218                               |                                   |
| Gary Player Seniors Classic       |                                   |                                   |                                   |                                   |
| 1993                              | St Pierre in Wales                | Neil Coles                        | 213                               |                                   |
| Collingtree Seniors Classic       |                                   |                                   |                                   |                                   |
| 1995                              | Collingtree Park                  | Neil Coles                        | 211                               |                                   |
| Ryder Collingtree Seniors Classic |                                   |                                   |                                   |                                   |
| 1997                              | Collingtree Park                  | Neil Coles                        | 208                               |                                   |
| Wales Seniors Open                |                                   |                                   |                                   |                                   |
| 2001                              | Royal St David's Golf Club        | Denis Durnian                     | 208                               | +1                                |
| 2002                              | Royal St David's Golf Club        | Seiji Ebihara                     | 203                               | -4                                |
| Ryder Cup Wales Seniors Open      |                                   |                                   |                                   |                                   |
| 2003                              | Royal St David's Golf Club        | Bill Longmuir                     | 199                               | -8                                |
| 2004                              | Royal St David's Golf Club        | Ray Carrasco                      | 203                               | -4                                |
| 2005                              | Royal St David's Golf Club        | Carl Mason                        | 202                               | -5                                |
| FIRSTPLUS Wales Seniors Open      |                                   |                                   |                                   |                                   |
| 2006                              | Vale Hotel Golf and Spa Resort    | José Rivero                       | 212                               | -4                                |
| Ryder Cup Wales Seniors Open      |                                   |                                   |                                   |                                   |
| 2007                              | Conwy Golf Club                   | Carl Mason                        | 210                               | -6                                |
| 2008                              | Conwy Golf Club                   | Peter Mitchell                    | 213                               | -3                                |
| 2009                              | Royal Porthcawl Golf Club         | Bertus Smit                       | 211                               | -5                                |
| 2010                              |                                   | John Bland                        | 208                               | -8                                |
| 2011                              | niet gespeeld                     | niet gespeeld                     | niet gespeeld                     | niet gespeeld                     |
| Wales Senior Open                 |                                   |                                   |                                   |                                   |
| 2012                              | Conwy Golf Club                   | Barry Lane                        | 209                               | -7                                |
| Speedy Services Wales Senior Open |                                   |                                   |                                   |                                   |
| 2013                              | Royal Porthcawl Golf Club         | Philip Golding                    | 211                               | -2                                |

- Denis Durnian 
winnaar 2001
- Billy Longmuir 
 winnaar 2003
- José Rivero
 winnaar 2006
- Carl Mason
 winnaar 2005, 2007
- Peter Mitchell
 winnaar 2008
- Bertus Smit
 winnaar 2009
- John Bland 
 winnaar 2010
- Barry Lane
 winnaar 2012